# Хуршудян, Изабель
Изабель Хуршудян (англ. Isabelle Khurshudyan; род. 1990-е, Чаттануга, Теннесси, США) — журналистка. Иностранный корреспондент и глава украинского бюро газеты The Washington Post.

## Ранний период жизни и образование
Родилась в Чаттануге, штат Теннесси, США. Жила в Нью-Йорке, а после переехала в Южную Каролину. В Южной Каролине около шести лет жила в округе Окони. С 2010 по 2012 год была фрилансером спортивного отдела газеты The Journal. В 2010 году окончила школу Уолхаллы в Южной Каролине. В 2014 году окончила Южно-Каролинский университет, получив степень в области журналистики.
Владеет русским языком.

## Карьера
Летом 2014 года проходила стажировку в газете The Washington Post (WP). 10 сентября 2014 года было объявлено, что Хуршудян стала штатным сотрудником спортивного отдела WP. Там она освещала учреждения среднего образования. В 2018 году получила награду Рэда Фишера от Профессиональной ассоциации хоккейных писателей как лучший специальный корреспондент хоккейного сезона 2017—18. 24 октября 2019 года было объявлено, что она присоединится к московскому бюро WP в качестве корреспондента. 11 мая 2022 года WP объявила об открытии своего бюро в Киеве и что Хуршудян станет его главой.